# Fong Sai-yuk 2.
A Fong Sai-yuk 2. (kantoni cím: Fong Sai Yuk juk jaap, angol cím: The Legend 2) 1993-ban bemutatott hongkongi harcművészeti film, Jet Livel a főszerepben, Corey Yuen rendezésében. A film a Fong Sai-yuk című alkotás folytatása. A filmet az All Movie Guide dicsérte kiváló harckoreográfiájáért.